# Endiandra papuana
Endiandra papuana är en lagerväxtart som beskrevs av Lauterbach. Endiandra papuana ingår i släktet Endiandra och familjen lagerväxter. Inga underarter finns listade i Catalogue of Life.